# Grote Muur van Gorgan

Kaart van de Muur

De Grote Muur van Gorgān` (Perzisch: Divār-e Bozorg-e/Pahnāvar-e Gorgān; Arabisch: Sadd'i Iskandar) is een verdedigingswal in de regio Gorgan in het noordoosten van Iran. Het is de oudste en langste muur (200 km) van Iran en na de Chinese Muur de langste muur van Azië. Omdat ze gebouwd werd met rode bakstenen wordt de muur ook wel de 'Rode Slang' genoemd.  

## Ligging
De 200 km lange en 6 tot 10 meter hoge muur ligt in de Hoogvlakte van Gorgān (Dasht-e Gorgān) in de Iraanse provincie Golestan. De muur begint aan de kust van de Kaspische Zee, loopt noordelijk naar de stad Gonbad-e Qabus, strekt zich verder naar het noordwesten uit en loopt door tot achter het Pīshkamargebergte (Kuh-sar-e Pīshkamar). Bij de muur aan liggen een aantal vestingen, die gebouwd werden in de straal van 10 tot 50 km. Een Brits-Iraans onderzoeksteam vond in september 2007 dertig van zulke vestingen.

## Geschiedenis
De muur werd gebouwd in de 5e-6e eeuw n. Chr. onder de dynastie der Sassaniden (224-651) om Iran te beschermen tegen nomadische indringers uit het noorden zoals de Hunnen en de Hephthalieten.
De archeologische studies omtrent de muur begonnen in 1976-1977 onder de archeoloog Mohammad Yousef Kiāni, en worden nog steeds voortgezet. Sinds 2007 worden onderzoeken verricht door een Brits-Iraans onderzoeksteam, het ICHHTO (Iran's Cultural Heritage, Handicrafts, and Tourism Organisation in samenwerking met de Universiteit van Edinburgh en de Universiteit van Durham.

## Andere namen
De muur wordt in verschillende historische documenten verschillend benaamd, zoals bijvoorbeeld onder Sadd-e Eskandar (onder de foutieve aanname dat Alexander de Grote er al doorheen zou zijn getrokken), Anushirvān Dam (naar Khusro I Anushirvan, die van 531-579 de Sassanidische koning der koningen was), Firuz Dam (naar koning der koningen Peroz (457-484)) en Ghezel Arssalan Dam.